# Eufairmairia distinctus
Eufairmairia distinctus är en insektsart som beskrevs av William Lucas Distant. Eufairmairia distinctus ingår i släktet Eufairmairia och familjen hornstritar. Inga underarter finns listade i Catalogue of Life.